# Phrynopus adenopleurus
Phrynopus adenopleurus és una espècie de granota que viu a Bolívia. Està amenaçada d'extinció per la pèrdua de l'hàbitat.